# Rudi Jansz

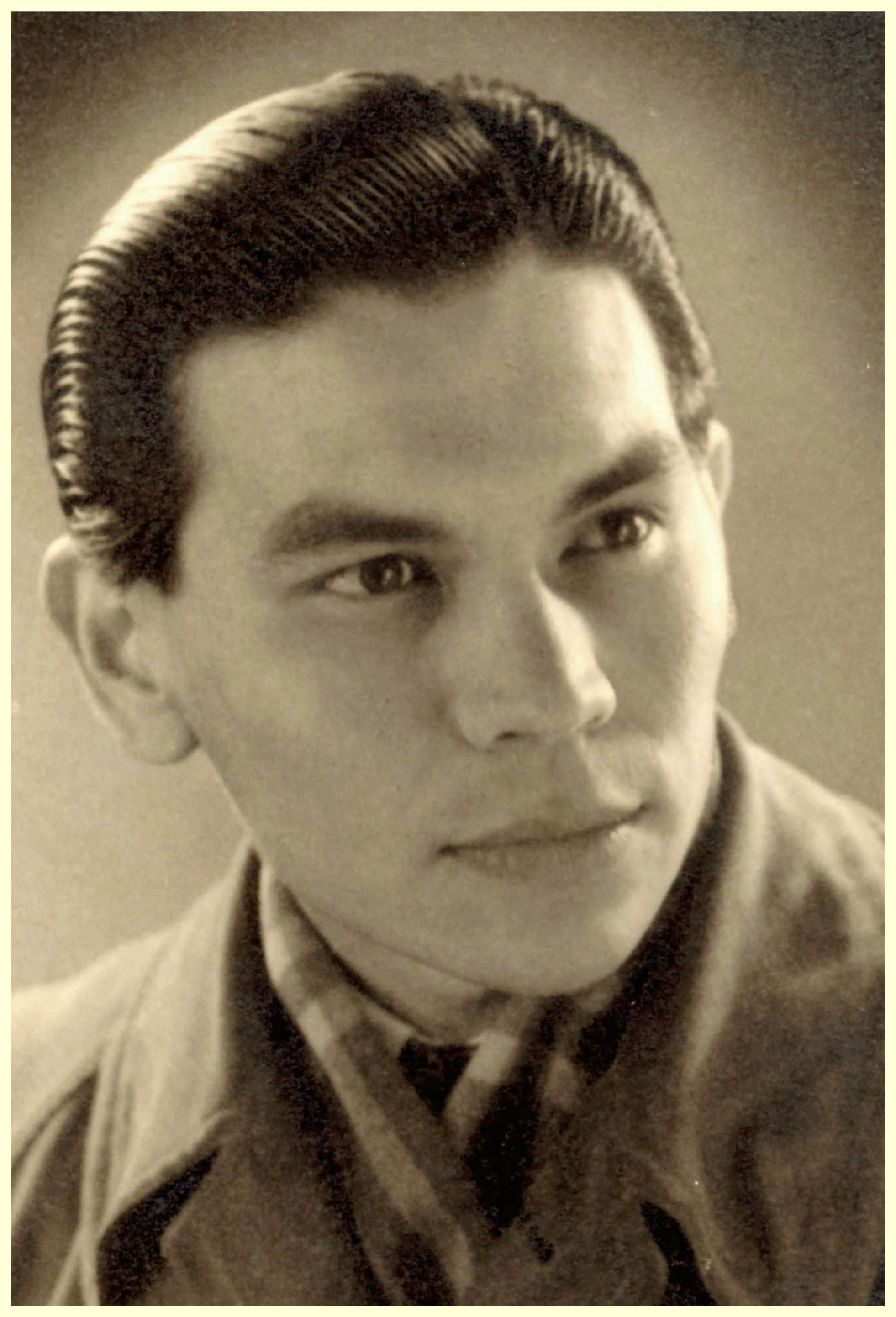
Rudi Jansz in 1944

Rudi Jansz (Semarang, 23 oktober 1914 – Amsterdam, 22 augustus 1965) was tijdens de Tweede Wereldoorlog een Nederlandse verzetsstrijder van Indo-Europese afkomst. Hij is de vader van muzikant Ernst Jansz, oprichter van Doe Maar.
Tijdens zijn studententijd in Nederland richtte hij de Indo-Nederlandsche Jongerenbond (INJB) op. Tijdens de Duitse bezetting van Nederland was hij actief in het ondergrondse verzet. In augustus 1944 werd hij in Amsterdam gearresteerd. Vanaf januari 1945 tot aan de bevrijding zat hij vast in Kamp Amersfoort. Hij was lid van de Revolutionair Communistische Partij (RCP). Vlak nadat Sukarno op 17 augustus 1945 de Indonesische onafhankelijkheid had uitgeroepen, richtte Jansz het 'Indo-Comité Vrij Indonesia' op. Met zijn initiatief wilde hij Indo-Europeanen aansporen om de kant van Indonesië te kiezen tijdens de Indonesische onafhankelijkheidsoorlog (1945-1949).

## Jeugd in Indonesië
Rudi Jansz werd geboren tijdens de koloniale tijd in Semarang, op Midden-Java. Zijn ouders waren Anthonie Jonathan (Anton) Jansz en Jeanne Reep, beiden van gemengd Indo-Europese afkomst. Zijn vader werkte als ambtenaar voor de Nederlandse koloniale overheid en tijdens zijn jonge jaren verhuisde het gezin meerdere keren. Na een tijd op Borneo en Sumatra te hebben doorgebracht, vestigde de familie Jansz zich in 1920 voor langere tijd in de koloniale hoofdstad 'Batavia', nu Jakarta. 
In augustus 1933, na het behalen van zijn eindexamen HBS, vertrok Rudi Jansz op 18-jarige leeftijd met het schip de Johan van Oldenbarnevelt naar Nederland om daar zijn studie voort te zetten.

## Studententijd in Nederland
Hij woonde drie jaar in Den Haag en studeerde Nederlands. In 1937 verhuisde hij naar Amsterdam waar hij lid werd van de Bond van Sociaal-Democratische Studentenclubs (SDSC).
Nog geen acht maanden na zijn aankomst in Nederland richtte Jansz op 9 mei 1934 de Indo-Nederlandsche Jongerenbond (INJB) op, die meteen heel populair was. Vergelijkbaar met het Indo-Europeesch Verbond (IEV) dat in 1919 op Java was opgericht, wilde de INJB de emancipatie van Indo-Europeanen bevorderen. Waar de IEV zich uitsluitend richtte op ontwikkeling van de eigen groep en zich niet solidair toonde met het Indonesische volk, stuurde de INJB juist aan op aansluiting met nationalistische Indonesiërs die nadachten over een eigen, onafhankelijke staat. Tijdens de Tweede Wereldoorlog zou Jansz ook in contact komen met leden van de in Nederland gevestigde Indonesische studentenvereniging Perhimpunan Indonesia (PI) die in 1908 door Indonesische studenten in Leiden was opgericht. 

De concepttekst voor zijn toespraak voor de eerste bijeenkomst van de INJB leest:
Wij zijn Indo’s! Halfbloeds? Een koddig woord. Bastaards, een beter woord. Elk van ons heeft meer of minder inlands bloed. Geeft dat wat? Zijn wij daarom minderwaardig? [...] Wij moeten niet vies zijn van ons zelf: kijken naar bloed en stand is uit de tijd.

## Het ondergrondse verzet
In augustus 1939, in het kader van een dreigende Duitse inval, werd Rudi Jansz opgeroepen voor militaire dienst. Hij was hoogtemeter bij de luchtdoelartillerie. De batterij waar hij deel van uitmaakte slaagde erin om 35 Duitse toestellen uit de lucht te halen. Op 14 mei werd hij krijgsgevangen gemaakt.
Na zijn vrijlating trouwde hij op 18 december 1940 met Johanna Rebekka (Jopie) Becht, afkomstig uit een communistisch milieu. Via haar familie kwam hij in aanraking met het ondergrondse verzet. Hij hielp onder andere mee met het vervalsen van persoonsbewijzen, het drukken en verspreiden van illegale kranten en vanaf 1943 hielp hij ook Joden onderduiken.
In de zomer van 1944 zette hij samen met zijn jeugdvriend Rutger ‘Tutti’ Webb de knokploeg De Indische jongens op. Dit was bijzonder omdat de meeste Indo-Europese verzetsstrijders zich bij Nederlandse organisaties voegden. Zijn zoon Ernst Jansz schrijft hierover in zijn boek Een liefdeslied (2024):
Wat opvalt is, dat Rudi en Tutti, als Indo’s, de leiding hebben over eigen knok- en spionageploegen. Veel Indo’s zitten in het verzet, maar werken in Nederlandse organisaties onder Nederlandse leiding. Hier is de leiding zelf Indisch.
Niet alleen was het bijzonder dat alle leden een Indo-Europese achtergrond hadden, de groep werkte ook samen met in Nederland studerende Indonesiërs die eveneens actief waren in het verzet tegen de Duitsers.

Op 6 augustus 1944 werd Rudi Jansz op de Ringdijk in Amsterdam gearresteerd en bewusteloos geslagen. In een passage van het boek Dit gebeurde in de Weteringschans (1951) wordt zijn binnenkomst in de gevangenis beschreven:
Rudi, de Indonesisch-Hollandse jongen, de koerier, die met de nodige bezwarende papieren door 5 SD’ers werd gegrepen, is mishandeld om niet aan te zien; men had hem gemakkelijk kunnen neerschieten, maar dat mocht niet, levend vangen en praten was de opdracht. Zijn grijze kostuum was rood van het bloed, en toen Swagers zijn gummistok ophief om óók zijn hart op te halen, beet Rudi hem toe: ‘Als u mij aanraakt bijt ik uw strot af’, en Swagers, doodsbang voor de uitdrukking in de ogen van Rudi, een tijger op sprong, dorst niet te slaan. Ik bracht Rudi weg en waste hem zo goed mogelijk zijn wonden.'
Op 29 januari 1945 werd hij naar het concentratiekamp Amersfoort gebracht, waar hij tot het einde van de oorlog zou blijven.

## Inzet voor een onafhankelijk Indonesië
Kort na zijn vrijlating uit Kamp Amersfoort, begon Rudi Jansz zich actief bezig te houden met de politieke omwentelingen in zijn geboorteland Indonesië. Hij spoorde Indo-Europeanen aan om hun Indonesische kant te omarmen en de nieuwe republiek te ondersteunen. 

Op 8 september 1945, drie weken nadat Sukarno de onafhankelijkheid had uitgeroepen, plaatste de Indonesische Studentenvereniging Perhimpunan Indonesia (PI) een artikel van zijn hand met de titel: 'De Indo-Europeaan tijdens en na de oorlog.' Hoewel veel Indo-Europeanen, door de privileges die het Nederlandse koloniale systeem hen bood, geneigd waren om Nederland te verdedigen, hoopte Jansz dat zij op dit historische moment hun Indonesische afkomst niet zouden verloochenen. Over de vraag of Indo-Europeanen een gelijkwaardige plek in de nieuwe Indonesische samenleving zouden kunnen innemen, schreef hij: 
Indien de Indo even loyaal kan medewerken aan de verwezenlijking van het Indonesisch ideaal: een zelfstandig Indonesië, als hij heeft gedaan aan het Nederlandse ideaal: een vrij Nederland; indien hij even getrouw kan zijn aan zijn Indonesische afstamming, als hij was aan zijn Nederlandse afstamming; indien hij evenveel weet te offeren voor de vrijheid van het volk van zijn moeder, als hij deed voor de vrijheid van het volk van zijn vader; indien hij in de toekomst even oprecht Indonesiër kan zijn, als hij in het verleden oprecht Nederlander was, dan bewijst hij dat hij en zijn cultuur thuis horen in zijn moederland, dan heeft zijn Oosterse ziel verstaan de stille wens van zijn Indonesische moeder, dat haar zoon zal zijn en blijven kind van haar en haar volk.
In het voorjaar van 1946 richtte Rudi Jansz het Indo-Comité ‘Vrij Indonesia’ op. Hoewel het Comité maar enkele maanden zou bestaan, en zijn boodschap weinig bijval vond, kwam hij hierdoor in beeld bij de veiligheidsdiensten. In april 1946 bracht het Comité in drie talen (Nederlands, Engels en Indonesisch) een brochure uit getiteld 'Wij Indo Europeanen...' Het was gericht aan de Indonesische regering en het Indonesische volk. Een delegatie van Indonesische ministers was op dat moment in Nederland voor onderhandelingen. Jansz schreef hen namens het Comité: 
We willen met onze Indonesische broeders en zusters lijden en strijden en dezelfde bereidheid tonen offers te brengen voor de verwerkelijking van het zelfbeschikkingsrecht en de vrijheid van Indonesië.

## Revolutionair Communistische Partij
Rudi Jansz werd na de Tweede Wereldoorlog lid van de in 1938 opgerichte, en op trotskistisch leest geschoeide, Revolutionair Communistische Partij (RCP). De partij sprak zich uit voor erkenning van de in 1945 uitgeroepen Republiek Indonesia. Jansz schreef regelmatig voor het partijblad De Tribune. Zo schreef hij op 23 februari 1946: 
Het Nederlandse volk wordt oorlogsbereid gestoofd met een zeer geraffineerd propagandasysteem, onder het mom van menselijkheid. Met de opbouw van het leger, het oproepen van de dienstplichtigen, de aankoop en restauratie van oorlogsschepen wordt het wapen gesmeed waarmee straks toegeslagen zal worden. De evacuatie, onder leiding van het comité “Nederland helpt Indië”, achter een masker van menslievendheid en de anti-Indonesische perscampagne, moeten kanonnenvlees opleveren. Verdeel en heers, lokken en toeslaan dat zijn de ware bedoelingen van het kapitaal, dat Indonesië, kost wat het kost, wil behouden. En de arbeiders kunnen het gelag betalen en het vuile werk opknappen! Daarom moet des te meer weerklinken de leus: Geen man en geen cent voor de koloniale onderdrukking.

## Na de oorlog
Van Stichting 1940-1945 ontving Rudi Jansz een toelage van 140 gulden per maand voor zijn rol in het verzet. Een aanvraag voor zijn vrouw Jopie Becht, die eveneens in het verzet had gezeten, werd afgewezen. Daarnaast vroeg hij tevergeefs een studiebeurs aan bij de Universiteit van Amsterdam. Hierop nam hij een eenvoudige baan bij de Nederlandsche Bank en later het Kantoor Deviezenvergunningen. 

Hij zou het vrije Indonesië nooit zien en ook zijn politieke activiteiten neerleggen. Zijn ideaal om Indo-Europeanen warm te krijgen voor de Indonesische zaak, was op niets uitgelopen. De communistenopstand in Madiun lijkt ook een belangrijk keerpunt voor hem te zijn geweest. In september 1948 vond daar een bloedig treffen plaats tussen het Indonesische reguliere leger en de communisten. Indonesische vrienden van Rudi Jansz verloren hierbij het leven. Zoon Ernst Jansz schrijft:
Er moet een moment geweest zijn, dat Rudi, gedesillusioneerd, de politiek heeft gelaten voor wat het was. Ik kan mij namelijk niet herinneren dat er in ons huis ooit nog over politiek werd gesproken. Het ligt voor de hand dat deze gebeurtenis, deze broedermoord in Madioen, Oost-Java, dat moment is geweest.
Rudi Jansz overleed op 22 augustus 1965 in Amsterdam aan de gevolgen van leverkanker. Hij was toen 50 jaar oud.